# Papua Central

Papua Central, oficialmente a Província de Papua Central (em indonésio: Provinsi Papua Tengah), é uma província indonésia localizada na região central da Nova Guiné Ocidental. Foi formalmente estabelecida em 11 de novembro de 2022 a partir dos oito antigos regências ocidentais da província de Papua. Abrange uma área de 61.072,91 km² e tinha uma população oficialmente estimada em 1.452.810 em meados de 2023. É limitada pelas províncias indonésias de Papua Ocidental a oeste, pela província de Papua ao norte e nordeste, por Alta Papua a leste e por Papua Meridional a sudeste. A capital administrativa está localizada no distrito de Wanggar, na regência de Nabire, embora Timika (na regência de Mimika) seja a maior cidade.
Papua Central é delimitada por mares ao norte e ao sul. Nabire está situada na parte norte de Papua Central. Esta área de planície é diretamente adjacente ao Parque Nacional de Teluk Cenderawasih e possui um imenso potencial para o turismo marinho, incluindo recifes de corais, ilhas de areia branca e tubarões-baleia em seu habitat natural. A parte sul de Papua Central é predominantemente terreno pantanoso e abriga o porto de Amamapare e Timika, a maior cidade desta província. A região central de Papua Central é dominada pelas Montanhas Jaiavijaia, que abrigam o Puncak Jaya, o pico mais alto da Indonésia, coberto de neve. Esta cadeia de montanhas também é o lar da mina de ouro de Grasberg, operada pela Freeport Indonesia.
A fronteira provincial segue aproximadamente a região cultural de Mee Pago e partes de Saireri.

## História

### Sultanato de Tidore
Desde o século XVIII, a região ocidental de Mimika foi o limite mais distante da influência "Uli Siwa" do Sultanato de Tidore na costa sudoeste da Ilha de Papua. A região foi influenciada principalmente por três grandes grupos, os Koiwai, Kamoro e Asmat. As relações comerciais para escravos, artigos de ferro, roupas e adornos corporais que foram estabelecidas exerceram grande influência sobre a população local com o uso de títulos de origem moluquense (raja, major, kapitan e orang tua), bem como a cultura islâmica do povo, como o uso de chapéus turbanados e o costume de não comer carne de porco até a década de 1950.
O centro comercial da região era Kipia, liderado por um líder chamado Naowa, que recebeu o título de Rei de Lamora e de Namatota. Kipia liderou uma confederação de aldeias Kamoro chamada Tarya We, junto com Poraoka, Maparpe, Wumuka, Umar e Aindua. Eles cooperaram porque a região carecia de sagu e intimidavam a região mais fértil ao leste com canoas e minaki (armas de fogo) recebidas do comércio. Enquanto isso, no leste, houve uma grande guerra chamada Guerra de Tipuka, onde a aldeia de Tipuka foi destruída por Koperapoka, auxiliada por uma coalizão de Mware, Pigapu, Hiripau e Miyoko, que se pensava ser uma vingança pelo sequestro de pessoas para o comércio por Tipuka. Esta relação comercial e influência das Molucas desapareceram gradualmente com o fortalecimento do colonialismo holandês e a chegada de missionários católicos e comerciantes chineses.

### Índias Orientais Holandesas

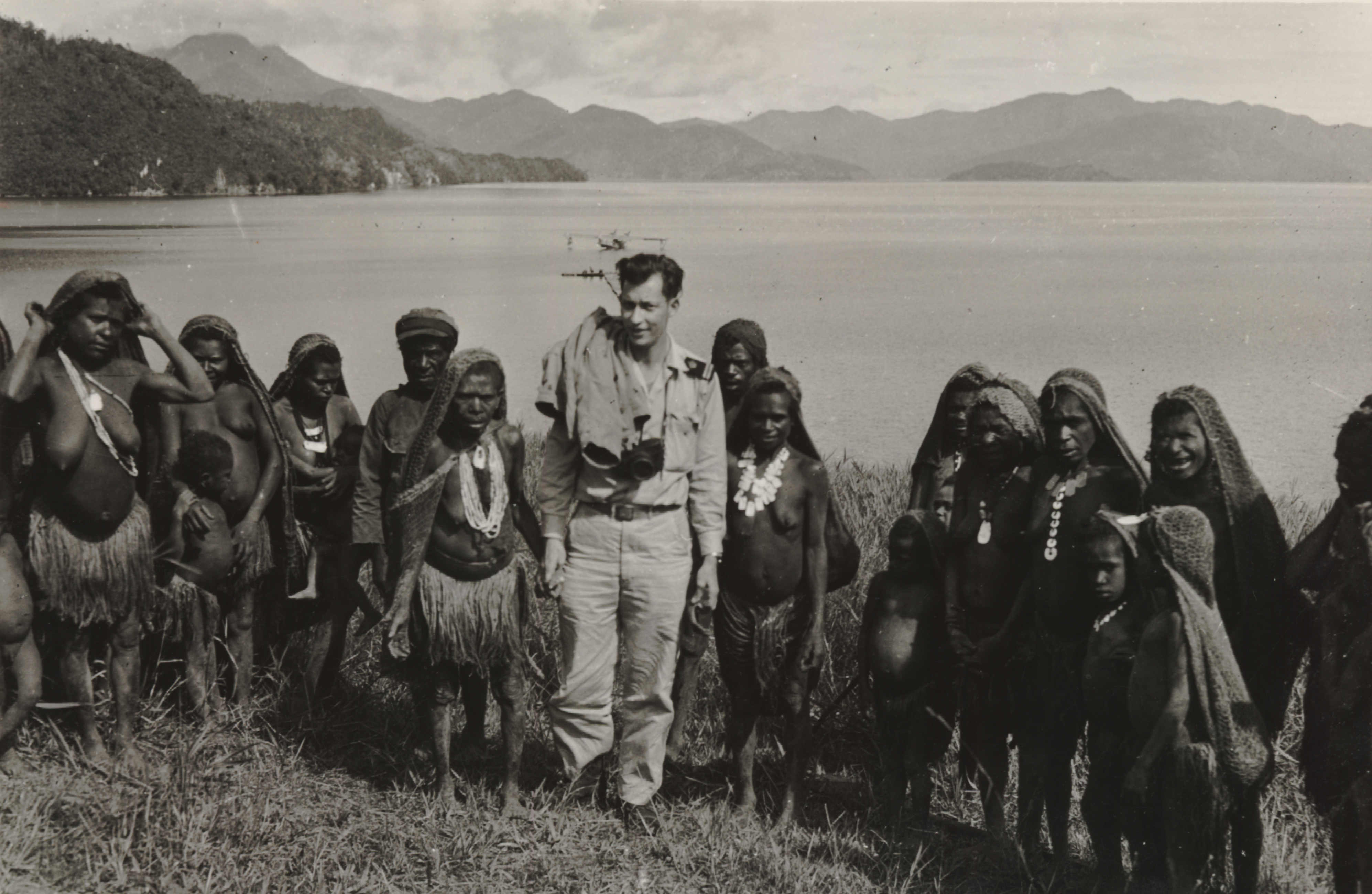
Oficial colonial J.V. de Bruyn ao lado das tribos Ekari (Mee) nos Wisselmeeren

O interior de Papua Central é habitado por tribos como os Mee (Ekari) e Moni, que vivem tradicionalmente cuidando dos campos, cultivando tubérculos, criando porcos, pescando e organizando festividades. Eles também usam a moeda mege feita de conchas. Essas comunidades indígenas foram descobertas pelo mundo exterior pela primeira vez na década de 1930, quando um piloto chamado Frits Wissel sobrevoou a área e encontrou três grandes lagos onde residia a tribo Mee. Os lagos foram chamados de Paniai, Tigi e Tage, e os holandeses se referiram à região como Wisselmeren (lagos Wissel). No entanto, após a independência, o nome Paniai tornou-se mais amplamente usado do que o nome colonial.
Durante a Conferência da Mesa Redonda em 27 de dezembro de 1949, o governo das Índias Orientais Holandesas emitiu uma proclamação afirmando que o território de Papua controlado pelas Índias Orientais Holandesas estaria sob a jurisdição de um gubernemen (governorato) chamado de "Governorato da Nova Guiné". Mais tarde, em 1952, a Nova Guiné foi designada como uma província ultramarina dos Países Baixos. A Nova Guiné Holandesa foi oficialmente dividida em quatro afdelings (departamentos) em 10 de maio de 1952. O distrito da Nova Guiné Central foi um dos quatro departamentos e incluiu os lagos Paniai como um onderafdeling (sub-distrito). No entanto, ao contrário dos outros distritos, o departamento da Nova Guiné Central não tinha uma cidade capital. O governo da Nova Guiné passou por uma reorganização adicional em 1954 e o departamento da Nova Guiné Central foi temporariamente colocada diretamente sob a supervisão da residência de Geelvinkbaai (agora Baía Cenderawasih).

### Entrada da PT Freeport Indonesia

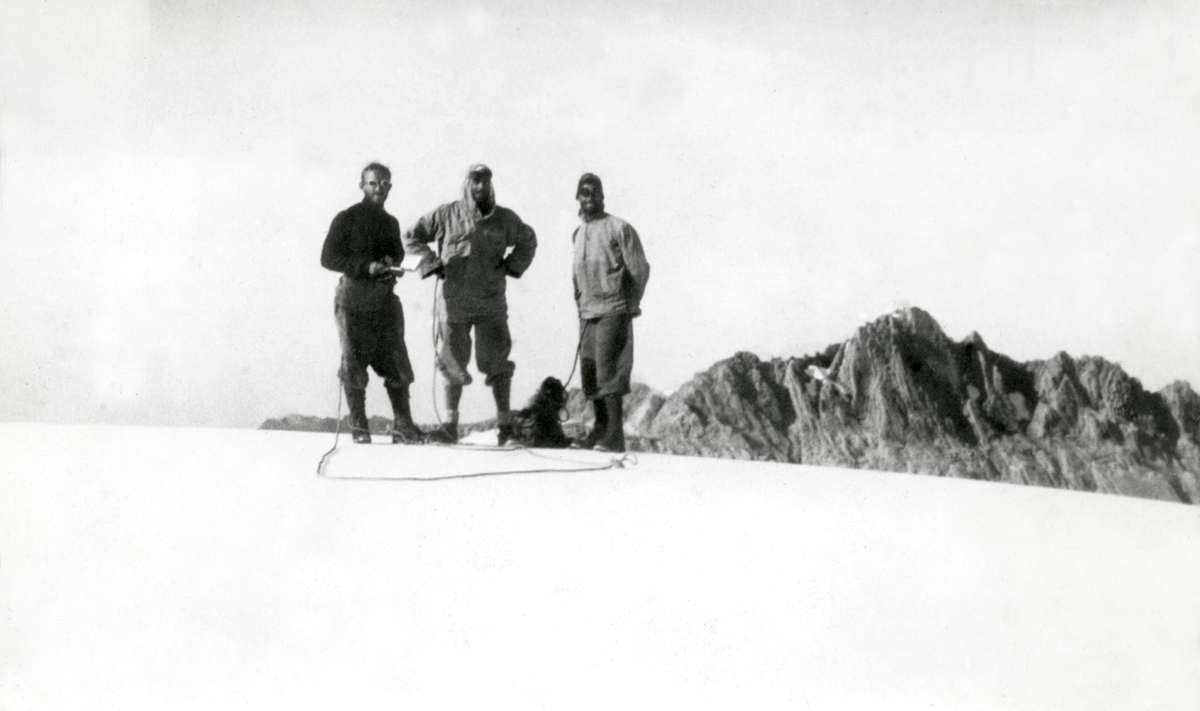
Membro da expedição Carstensz em uma montanha coberta de neve na Papua

Em 1936, a expedição Carstensz, liderada por Anton Colijn dos Países Baixos, conquistou o Puncak Jaya, a montanha mais alta de Papua. Entre os membros da equipe estava um geólogo chamado Jean Jacques Dozy, que descobriu grandes depósitos de cobre em um dos locais que passaram. Este local foi posteriormente chamado de Montanha dos Minérios ou "Ertsberg" e foi divulgado. Relatórios sobre este site foram esquecidos devido à Segunda Guerra Mundial. No entanto, em 1963, a Freeport Sulfur Company descobriu este relatório valioso e enviou uma expedição para confirmar a existência desta riqueza natural. A equipe, liderada por Forbes Wilson, incluía geólogos como Delos Flint. Eles conseguiram descobrir um enorme potencial na região, levando à assinatura do primeiro contrato com o Governo da Indonésia sob o Presidente Suharto, que acabara de promulgar a Lei nº 1 de 1967 sobre Investimento Estrangeiro. Forbes Wilson mais tarde tornou-se presidente da Freeport Indonesia. Em 1970, a mina foi aberta e o povo Amungme foi realocado para outra área. Além de abrir uma mina, a Freeport também construiu infraestrutura de apoio, incluindo o Porto de Amamapare na área da Tribo Kamoro e um assentamento chamado Kuala Kencana em 1995. A empresa então abriu uma nova mina, a mina de Grasberg em Tembagapura, que contém ouro e assinou um segundo contrato em 1991.

### Proposta de Formação de Província

#### Nova Ordem
Esforços para dividir a província de Papua (anteriormente conhecida como província de Irian Jaia) foram feitos desde o governo do Governador Busiri Suryowinoto. Naquela época, o Presidente Suharto incentivou a divisão da província de Irian Jaya para aumentar a representação da região na legislatura central e facilitar o desenvolvimento na região. A ideia de expansão também foi apresentada em um seminário sobre "Desenvolvimento do Governo Local" em 1982.
Antes de sua morte no início de agosto de 1982, Busiri apresentou três propostas diferentes para a divisão da província, que foram consideradas pelo jornalista do Kompas, Korano Nicolash LMS, como o primeiro conceito que "continha uma divisão abrangente e detalhada de Irian em três províncias". Uma das propostas de Busiri era dividir Irian Jaya em três províncias: Irian Jaia Oriental, Irian Jaia Central e Irian Jaia Ocidental. A província de Irian Jaia Central consistia nos distritos de Mapurajaia, Nabire, Enarotali, Mulia, Yapen Waropen e Teluk Cenderawasih. Embora esta proposta de expansão nunca tenha sido realizada, o Presidente Suharto aprovou a divisão de Irian Jaia em três governoratos em 1984.

#### Expansão em 1999 e 2003

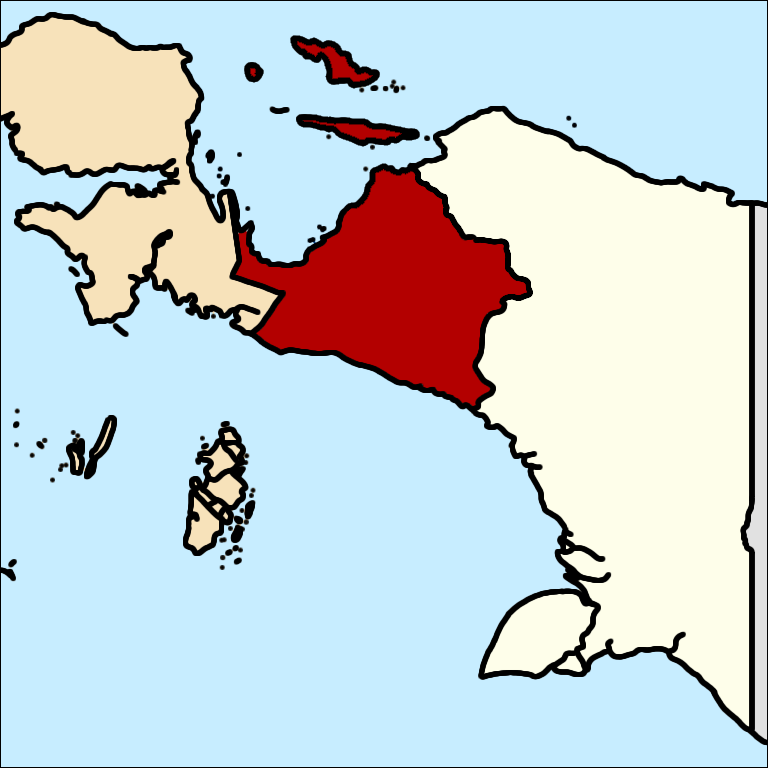
Mapa da província de Papua Central com base nas propostas de 1999 e 2003. Pode-se observar no mapa que as Ilhas Biaque e Yapen Waropen, na região de Papua, foram na época propostas para serem incluídas nesta província.

Após vários anos de atraso, o Presidente B.J. Habibie aprovou a divisão da Província de Irian Jaia. A província foi dividida nas províncias de Irian Jaia, Irian Jaia Ocidental e Irian Jaia Central através da Lei nº 45 de 1999, promulgada em 4 de outubro de 1999. O ex-Assistente do Governador da Região II, Herman Monim, foi então inaugurado como o primeiro Governador de Irian Jaia Central em 12 de outubro de 1999. No entanto, a divisão da Província de Irian Jaia foi contestada pelo DPRD de Irian Jaia e o DPRD cancelou unilateralmente a divisão quatro dias depois. O governo central reconheceu a validade da decisão emitida pelo DPRD de Irian Jaia e a lei foi retirada.
Após a renomeação de Irian Jaia para Papua em 2000, surgiram novas demandas pela divisão da província. Em 23 de agosto de 2003, Andreas Anggaibak (Presidente do DPRD de Mimika), Jacobus Muyapa (Presidente do DPRD de Paniai) e Philip Wona (Regente de Yapen Waropen) declararam a formação da província de Papua Central. Como resultado da declaração, a comunidade na região de Papua Central polarizou-se em dois grupos, aqueles que apoiavam e aqueles que rejeitavam a divisão da província de Papua Central. Os dois grupos lutaram e mantiveram reféns uns aos outros por cerca de uma semana até que finalmente o governo central emitiu uma decisão para adiar a divisão da província em 28 de agosto. As duas partes finalmente decidiram reconciliar-se no dia seguinte à decisão emitida pelo governo central. Os combates resultaram na morte de cinco pessoas e dezenas de feridos.

#### Expansão de regências
Após a independência, a atual região de Papua Central foi administrada sob a regência de Paniai e parte da Regência de Fakfak (o restante da regência de Fakfak agora está na província de Papua Ocidental). Em 1966, a capital de Paniai foi movida de Enarotali, no interior, para Nabire, na costa, porque era facilmente acessível por transporte marítimo, tornando-a estrategicamente importante como uma porta de entrada para outras áreas do interior. Então, de acordo com o Regulamento do Governo nº 52 de 1996, a regência de Paniai, com Nabire como sua capital, foi renomeada para Regência de Nabire, seguida pela criação de uma nova Regência de Paniai, com Enarotali como sua capital e a Regência de Puncak Jaya com Mulia como sua capital. Além disso, a expansão adicional foi promulgada na Lei nº 45 de 1999, que também resultou na divisão da Regência de Mimika, com Timika como sua capital, da Regência de Fakfak.
Após a promulgação da Lei de Autonomia Regional, surgiram propostas para a formação de novas regiões, aumentando rapidamente o número de regências e cidades. Em 2008, a área que agora compreende a província de Papua Central expandiu-se de quatro regências para oito. A parte oriental da regência de Paniai foi dividida para formar a Regência de Intan Jaya, a área de Paniai ao redor do Lago Tigi foi dividida para formar a Regência de Deiyai, o lado sul da regência de Nabire foi separado em uma regência chamada Regência de Dogiyai e, finalmente, a parte ocidental da regência de Puncak Jaya foi dividida para formar a Regência de Puncak.

#### Estabelecimento de Papua Central e debate sobre a capital

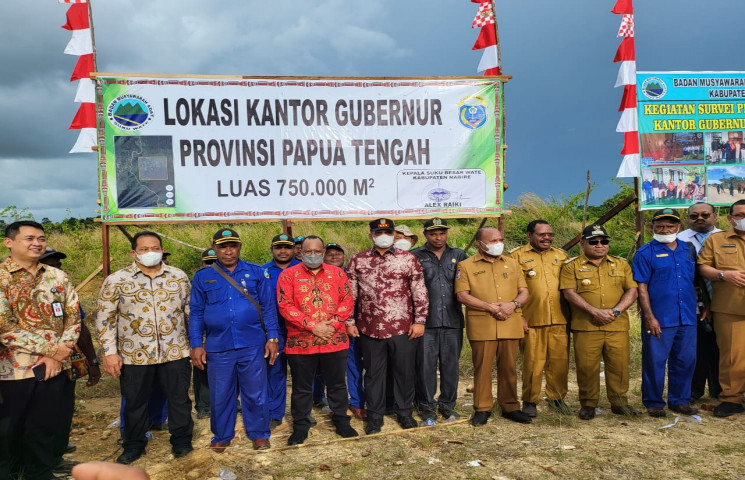
Localização de novos escritórios do governo em Wanggar, Nabire

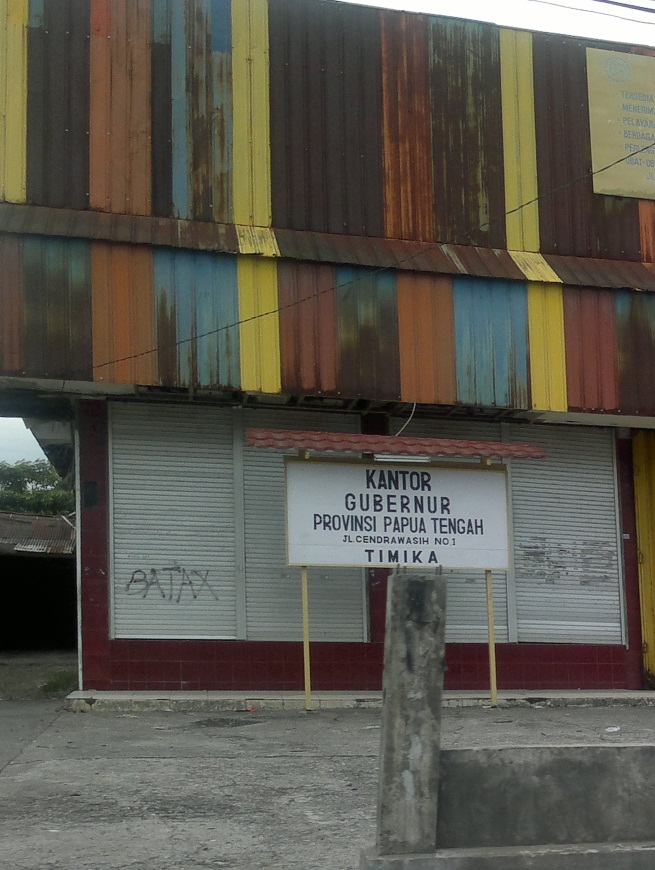
Antigo edifício planejado para o governo da província de Papua Central em Timika

Regentes de sete regências em Papua assinaram apoio à divisão de Papua Central em uma carta datada de 1º de novembro de 2019. Na discussão, as regências de Mimika e Puncak escolheram Timika como a capital da província, enquanto seis outras regências, como Nabire, Dogiyai, Deiyai, Paniai, Intan Jaya e Puncak Jaya, queriam a capital em Nabire. A diferença de opinião se deve ao fato de que as instalações em Mimika são consideradas mais viáveis para se tornar a capital da província de Papua Central, enquanto Nabire é mais facilmente acessível por estrada por várias outras regências. Finalmente, o comitê de trabalho do Projeto de Lei DOB determinou Nabire como a capital de Papua Central, seguido pela ratificação de Papua Central como uma nova província na reunião plenária do DPR em 30 de junho de 2022.
Após a aprovação do projeto de lei para a criação da província em 30 de junho de 2022, a controvérsia sobre a capital da nova província resultou em manifestações em massa em Timika. Os residentes da cidade argumentaram que a capital provincial deveria ser em Timika, em vez de Nabire, devido à contribuição de Timika para a economia da província através da presença da Freeport-McMoRan em sua regência. Os manifestantes também argumentaram que os últimos 20 anos de esforço dos locais para apoiar a criação da província de Papua Central sempre foram com Timika como capital e não Nabire. Os manifestantes também ameaçaram fechar a mina Freeport à força se sua demanda para ser a capital da nova província não fosse ouvida. No entanto, figuras de Nabire argumentaram ainda que Nabire é uma capital mais adequada porque está livre da intervenção da empresa de mineração em seu desenvolvimento e também que Nabire tem uma porcentagem maior de papuanos nativos em comparação com Timika. O conflito social entre os residentes de Nabire e Timika em relação à posição da nova capital provincial foi descrito pelo Rev. Dora Balubun, representante do sínodo regional da GKI Papua, como um efeito colateral perigoso da criação da nova província.
Em 29 de julho de 2022, o Presidente da Indonésia, Joko Widodo, promulgou a Lei nº 15 do Ano de 2022, que estabelece a província de Papua Central como base para a criação da província. A comunidade da Tribo Wate apoiou plenamente a localização da capital em Nabire com o uso de 300 hectares adicionais de terra localizada na Vila Karadiri II, Distrito de Wanggar, Regência de Nabire, para se tornar a instalação central do governo (Praspem) da província de Papua Central. Para apoiar a nova capital provincial, o Governo de Papua Central também planeja construir um novo aeroporto em Wanggar. Este projeto de aeroporto foi construído de 2019 a 2021, mas não foi concluído e abandonado devido à falta de orçamento. Desde 22 de fevereiro de 2024, o novo Aeroporto Douw Aturure Nabire está em uso.

### Incidentes de segurança
Desde sua anexação à Indonésia em 1963, após o Acordo de Nova York, a região de Papua tem sido assolada por uma série de eventos violentos perpetrados por diferentes facções, incluindo o Movimento Papua Livre (OPM) e grupos locais. O OPM opera predominantemente em regiões montanhosas como Tembagapura, Intan Jaya, Puncak e Puncak Jaya, engajando-se em atividades criminosas como incêndios contra infraestrutura pública e residências, ataques letais a civis e tiroteios contra aeronaves. Além dos atos de terrorismo do OPM, frequentemente ocorrem distúrbios sociais, resultando em significativos danos materiais e baixas. Incidentes notáveis incluem o incêndio de mais de 30 residências na capital de Dogiyai em maio de 2022, a destruição de várias barracas no Mercado Waghete em Deiyai durante uma disputa entre vendedores e clientes em dezembro de 2022, um ataque incendiário contra um caminhoneiro em Dogiyai, resultando na queima de vários quiosques em janeiro de 2023, o incêndio deliberado do prédio do Conselho Representativo do Povo Regional (DPRD) de Dogiyai em março de 2023, uma disputa de terras entre as tribos Dani e Mee na Vila Urumusu, Nabire, que resultou na morte de duas pessoas e na destruição de 21 casas em junho de 2023, e a queima de 69 estruturas em Dogiyai em julho de 2023 após uma confrontação com um comboio do Corpo de Brigada Móvel.

## Geografia

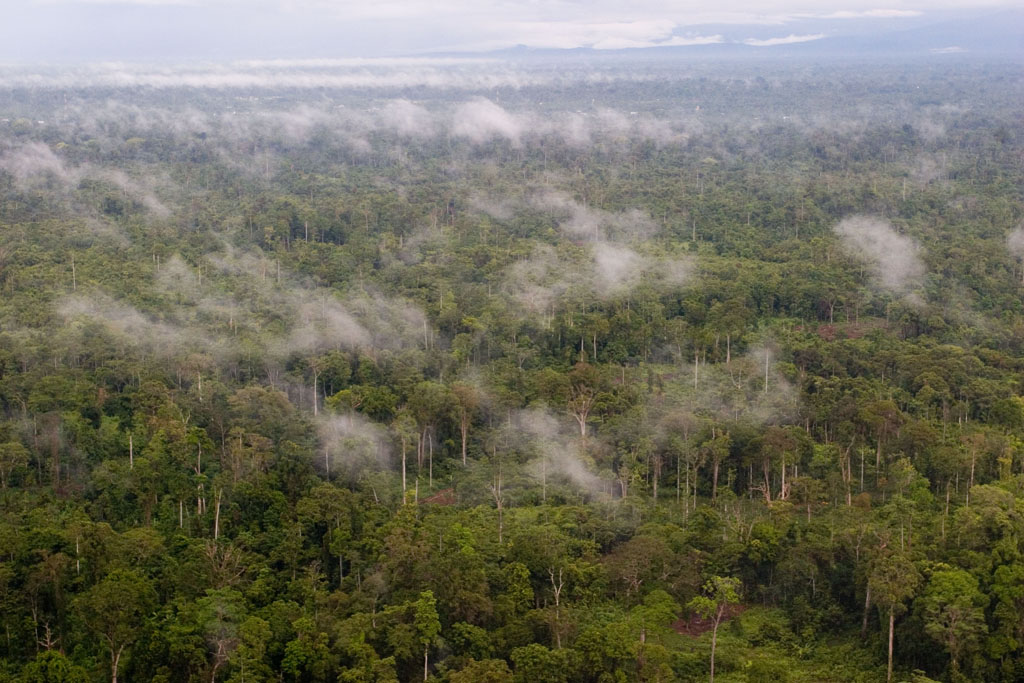
Floresta em Agimuga, Mimika

A Papua Central é limitada pelas províncias indonésias de Papua Ocidental a oeste, pela província de Papua e pela Baía Cenderawasih ao norte e nordeste, pela Alta Papua a leste e por Papua Meridional e o Mar de Arafura ao sul e sudeste.
A Papua Central pode ser dividida em três áreas principais: a região da Baía Cenderawasih ao norte, que consiste em planícies e áreas costeiras e onde está localizada a capital provincial, na regência de Nabire; as montanhas da Nova Guiné no centro; e as planícies e a costa ao sul, onde está situada a regência de Mimika. As terras montanhosas da Nova Guiné, conhecidas como Cordilheira Central ou Cordilheira Sudirman, atravessam o centro da ilha de Papua, estendendo-se de Papua Central até Papua-Nova Guiné. As Montanhas Jaiavijaia estão localizadas no lado indonésio da cordilheira. Essas montanhas possuem vários picos que se elevam a mais de 4.000 metros acima do nível do mar. O Puncak Jaya, o pico mais alto da Indonésia e da Oceania, atinge mais de 4.800 metros acima do nível do mar e está coberto pela geleira Carstensz. Essas montanhas servem como fonte de água para grandes rios que fluem tanto para o norte quanto para o sul.

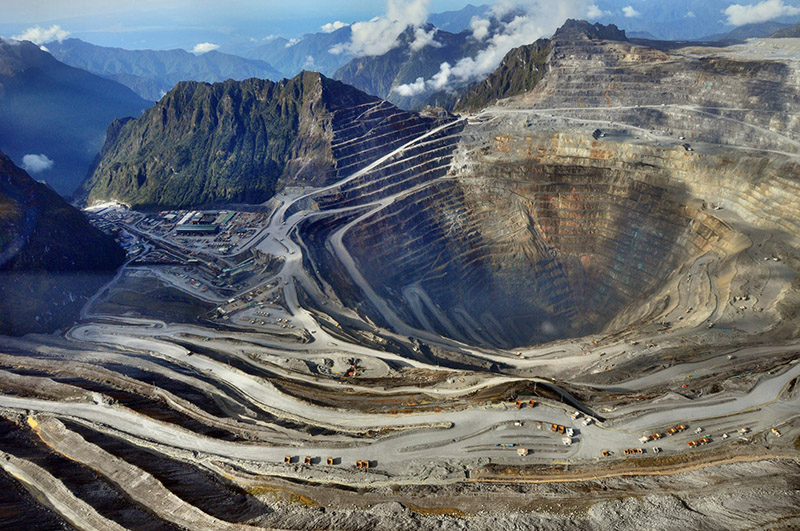
Mina de Grabsberg nas montanhas Jaiavijaia

Entre as montanhas, encontram-se vários vales, com altitudes superiores a 1.500 metros acima do nível do mar, que servem como assentamentos para tribos indígenas, como o povo Mee. Nesta região, três grandes lagos conhecidos como lagos Paniai, que incluem os lagos Paniai, Tigi e Tage, estão localizados. As capitais de Paniai e Deiyai estão situadas às margens desses lagos, que servem como fontes vitais de água doce para a pesca local. A terra fértil desses vales a torna ideal para a agricultura, principalmente para o cultivo de batatas-doces, um alimento básico. Além disso, há esforços para cultivar outras culturas, como o café variedade Moanemani no Vale de Kamuu, em Dogiyai. Apesar de sua fertilidade, certas áreas são vulneráveis à geada devido às temperaturas extremamente frias, o que leva à falha nas colheitas. Tragicamente, desastres de fome ocorreram, causando mortes, por exemplo, em Agandugume e Lambewi, na regência de Puncak. A falta de infraestrutura adequada e a prevalência das atividades terroristas do Movimento Papua Livre representam desafios significativos na entrega de ajuda para essas áreas afetadas.
As áreas de planície da Papua Central possuem terrenos mais planos, o que promove um rápido desenvolvimento e atrai numerosos imigrantes, particularmente em centros urbanos como Timika, uma das maiores cidades da região, e Nabire, a capital provincial. Tanto Nabire quanto Mimika são destinos chave para o programa de transmigração, além do estabelecimento de campos de arroz e plantações de óleo de palma. Apesar de serem áreas de planície, a região sul de Mimika é composta principalmente pela ecorregião das florestas tropicais de planície do Sul da Nova Guiné, semelhante a Papua Meridional, além de zonas de mangue habitadas pelas tribos Kamoro e Sempan. A costa de Nabire faz parte do Parque Nacional da Baía Cenderawasih, apresentando praias de areia branca intocadas, ilhas e águas repletas de vida marinha diversificada, incluindo tubarões-baleia e recifes de corais vibrantes.
A área norte da Regência de Mimika está situada nas Montanhas Jaiavijaia, onde se encontra a mina de Grasberg, operada pela Freeport Indonésia para mineração de ouro. Para apoiar suas operações, a Freeport estabeleceu uma pequena cidade chamada Tembagapura. Infelizmente, os resíduos ou rejeitos dessa atividade de mineração são descarregados em rios de Mimika, incluindo os Rios Ajkwa e Otomona, resultando em sua contaminação e abundância de lama. Apesar do impacto ambiental, pessoas das áreas ao redor utilizam essa lama para buscar ouro residual usando ferramentas básicas.

## Administração

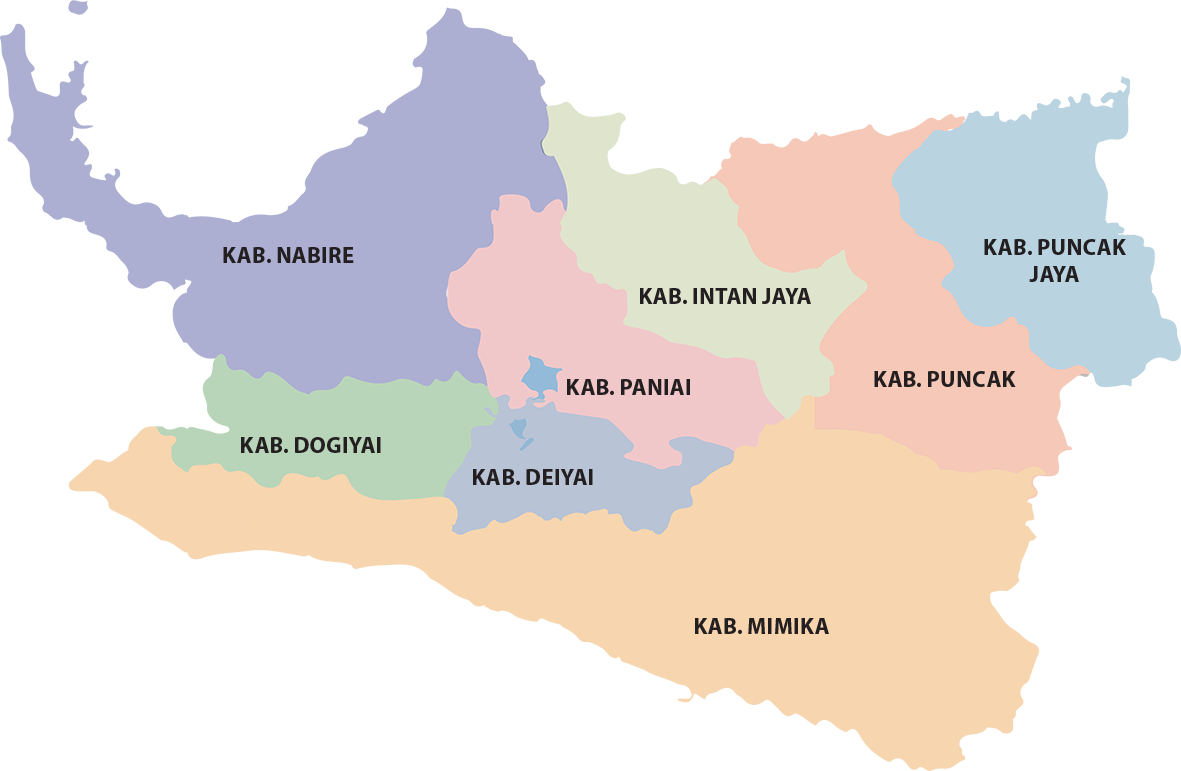
Divisões administrativas da Papua Central

A área que agora constitui a Papua Central era originalmente composta por quatro regências: Mimika, Nabire, Paniai e Puncak Jaya. Duas novas regências foram criadas em 4 de janeiro de 2008: Dogiyai, a partir de parte da regência de Nabire, e Puncak, a partir de parte da regência de Puncak Jaya. Duas outras regências foram criadas em 29 de outubro de 2008: Deiyai e Intan Jaya, ambas a partir de partes da regência de Paniai. A nova província é composta por oito regências (e nenhuma cidade administrativa), listadas abaixo com suas áreas e suas populações nos Censos de 2010, 2020 e de acordo com as estimativas oficiais de meados de 2023. A tabela também inclui as capitais das regências e uma lista dos distritos (kecamatan) dentro de cada regência.
| Código Wilayah | Nome da Regência        | Capital   | Lista de Distritos | Área em km2 | População (Censo de 2010) | População (Censo de 2020) | Estimativa populacional (Censo parcial de 2023) | IDH (2020)    |
| -------------- | ----------------------- | --------- | --- | ----------- | ------------------------- | ------------------------- | ----------------------------------------------- | ------------- |
| 94.01          | Regência de Nabire      | Nabire    | Dipa, Makimi, Menou, Moora, Nabire, Nabire Barat, Napan, Siriwo, Teluk Kimi, Teluk Umar, Uwapa, Wanggar, Wapoga, Yaro, Yaur | 11.806,09   | 129.893                   | 169.136                   | 173.770                                         | 0.688 (Médio) |
| 94.02          | Regência de Puncak Jaya | Mulia     | Dagai, Dokome, Fawi, Gubume, Gurage, Ilamburawi, Ilu, Irimuli, Kalome, Kiyage, Lumo, Mewoluk, Molanikime, Muara, Mulia, Nioga, Nume, Pagaleme, Taganombak, Tingginambut, Torere, Waegi, Wanwi, Yambi, Yamo, Yamoneri                         | 5.986,19    | 101.148                   | 224.527                   | 232.590                                         | 0.484 (Baixo) |
| 94.03          | Regência de Paniai      | Enarotali | Aradide, Aweida, Baya Biru, Bibida, Bogabaida, Deiyai Miyo, Dogomo, Dumadama, Ekadide, Kebo, Muye, Nakama, Paniai Barat, Paniai Timur (Enarotali), Pugo Dagi, Siriwo, Teluk Deya, Topiyai, Wegee Bino, Wegee Muka, Yagai, Yatamo, Youtadi    | 5.306,87    | 153.432                   | 220.410                   | 232.570                                         | 0.563 (Médio) |
| 94.04          | Regência de Mimika      | Timika    | Agimuga, Alama, Amar, Hoya, Iwaka, Jila, Jita, Kuala Kencana, Kwamki Narama, Mimika Barat, Mimika Barat Jauh, Mimika Barat Tengah, Mimika Baru (Timika), Mimika Tengah, Mimika Timur, Mimika Timur Jauh, Tembagapura, Wania                  | 18.298,95   | 182.001                   | 311.969                   | 323.820                                         | 0.742 (Alto)  |
| 94.05          | Regência de Puncak      | Ilaga     | Agandugume, Amungkalpia, Beoga, Beoga Barat, Beoga Timur, Bina, Dervos, Doufo, Erelmakawia, Gome, Gome Utara, Ilaga, Ilaga Utara, Kembru, Lambewi, Mabugi, Mage'abume, Ogamanim, Omukia, Oneri, Pogoma, Sinak, Sinak Barat, Wangbe, Yugumuak | 7.701,03    | 93.218                    | 114.741                   | 120.700                                         | 0.430 (Baixo) |
| 94.06          | Regência de Dogiyai     | Kigamani  | Dogiyai, Kamu (Kigimani), Kamu Selatan, Kamu Timur, Kamu Utara, Mapia, Mapia Barat, Mapia Tengah, Piyaiye, Sukikai Selatan | 3.792,93    | 84.230                    | 116.206                   | 119.815                                         | 0.548 (Baixo) |
| 94.07          | Regência de Intan Jaya  | Sugapa    | Agisiga, Biandoga, Hitadipa, Homeyo, Sugapa, Tomosiga, Ugimba, Wandai | 5.334,45    | 40.490                    | 135.043                   | 122.990                                         | 0.478 (Baixo) |
| 94.08          | Regência de Deiyai      | Waghete   | Bowobado, Kapiraya, Tigi (Waghete), Tigi Barat, Tigi Timur | 2.846,41    | 62.119                    | 99.091                    | 104.610                                         | 0.495 (Baixo) |
| Total          | Total                   | Total     | Total | 61.072,91   | 846.531                   | 1.391.123                 | 1.452.810                                       |               |

A província agora forma um dos 84 distritos eleitorais nacionais da Indonésia para eleger membros para a Assembleia Consultiva Popular. O Distrito Eleitoral de Papua Central consiste em todas as 8 regências da província e elege 3 membros para a Assembleia Consultiva Popular.

## Demografia

### Grupos étnicos
Nabire é habitada por tribos costeiras pertencentes ao território de Saireri, incluindo Yaur, Wate, Mora, Umari, Goa e Yerisiam, bem como as tribos das áreas montanhosas incluídas no território costumeiro de Mee Pago, Moi, Mee e Auye. Localizada na parte central da província, a região ao redor dos lagos Paniai é habitada, além das mencionadas anteriormente, por Moni e Wolani. Enquanto isso, a leste encontram-se as montanhas Jaiavijaia, habitadas por Amungme, Damalme, Wano, além de Dani, Lani e Nduga, que também podem ser encontrados na província vizinha de Alta Papua. Já a parte sul da Papua Central é a regência de Mimika, composta por terras pantanosas e habitada por povos Mimika e Sempan.

### Cultura

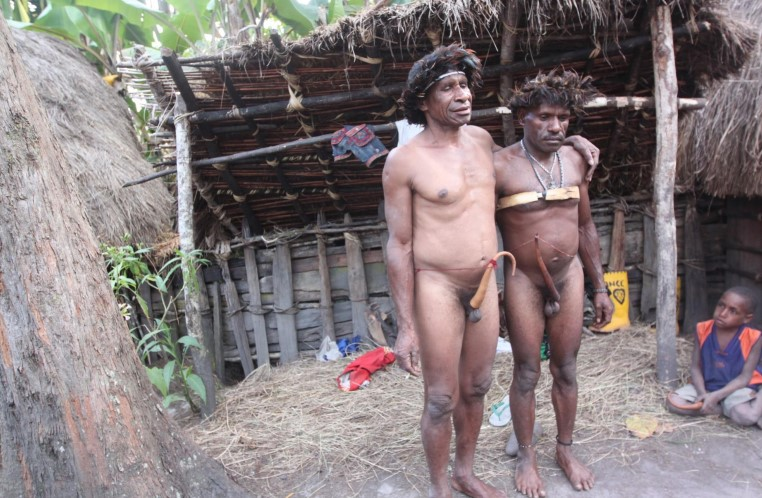
Tribo local portando o koteka

A Papua Central possui práticas culturais diversificadas devido à adaptação à geografia local. Por exemplo, a região de Saireri na costa de Nabire tem uma cultura diferente dos grupos montanhosos de Mee Pago na região dos lagos Paniai e arredores. Algumas dessas culturas fazem parte do patrimônio cultural imaterial conservado pelo Ministério da Educação e Cultura.
Koteka é uma cobertura genital masculina tradicional usada por várias tribos do interior das regiões montanhosas da Papua Central, incluindo as tribos Amungme, Damal, Mee, Moni e Wano. É confeccionada a partir de uma cabaça (Lagenaria siceraria), oca e queimada. Durante a Nova Ordem, o governo iniciou a Operação Koteka para eliminar gradualmente o uso da koteka e incentivar a adoção de roupas modernas. Isso incluía a estratégia de lançar dezenas de toneladas de roupas nas regiões interiores. Embora o uso diário da koteka tenha diminuído gradualmente, elas ainda são preservadas e usadas em ocasiões especiais ou para fins turísticos.

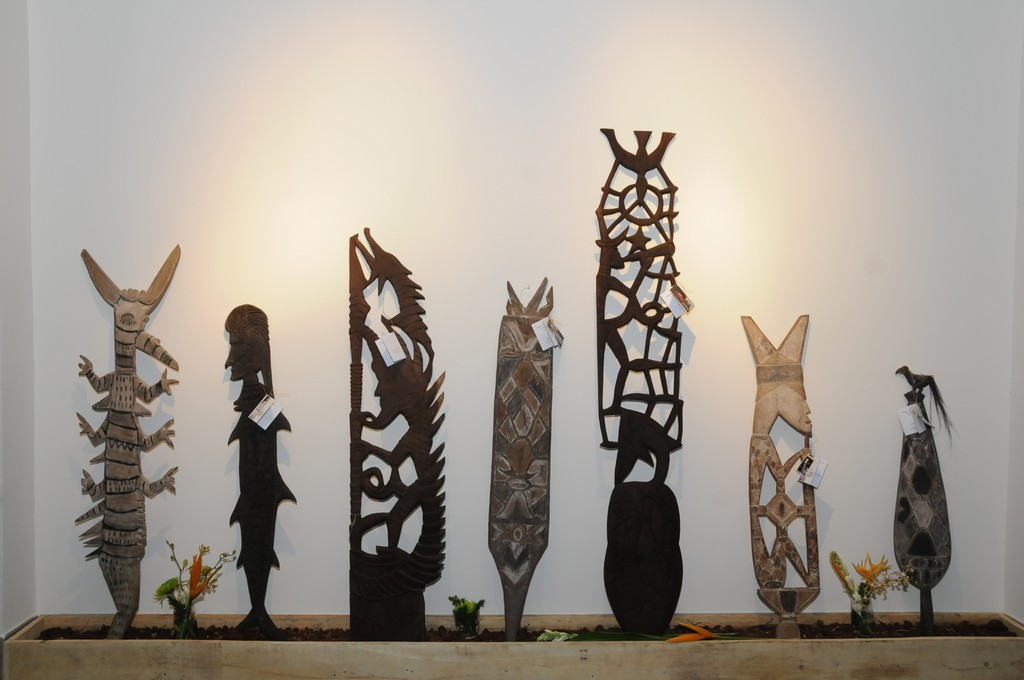
Exibição de entalhes em madeira de Kamoro

A arte de esculpir em madeira prospera entre as tribos que residem ao longo da costa sul da Papua, notavelmente o povo Asmat na Papua Meridional e a tribo Kamoro em Mimika, situada na costa sul da Papua Central. Enquanto a escultura Asmat é reconhecida mundialmente, a arte da escultura Kamoro, também conhecida como "maramowe", é relativamente menos conhecida. Esforços estão em andamento para promover a escultura Kamoro e facilitar o acesso a um mercado mais amplo para seus artesãos. Esta forma de arte intrincada abrange várias criações, como "yamate" (escudos), "wemawe" (estátuas humanas) e "mbitoro" (postes ancestrais). Mbitoro, confeccionado em madeira de mangue e adornado com entalhes intrincados de figuras humanas, se assemelha aos totens Bisj feitos pela tribo Asmat. Esses totens mbitoro são frequentemente exibidos de forma proeminente em frente às casas tradicionais Karapau, servindo como importantes símbolos culturais.

Casa típica (Emawa) do povo Mee

As casas tradicionais na Papua Central exibem estilos arquitetônicos diversificados influenciados pela cultura e características geográficas de cada região. Exemplos incluem a Kunume do povo Dani (Lani) em Puncak Jaya, casas emawa do povo Mee em Paniai, Deiyai e Dogiyai, e casas karapao da tribo Kamoro em Mimika. A tribo Mee reside nas montanhas perto dos lagos Paniai, Tigi e Tage. Suas casas tradicionais são modestas, mas funcionais, tipicamente construídas com paredes de madeira e telhados de palha feitos de folhas ou capim. A casa emawa da tribo Mee é composta por três seções principais: um sótão para armazenar flechas, lenha e outros itens; um quarto no meio contendo uma cama e uma lareira; e o nível do chão abaixo da casa, já que essas estruturas são construídas sobre palafitas para se adaptar aos níveis flutuantes dos lagos e rios da região. Além disso, a tribo Mee categoriza suas casas tradicionais em "jame owaa" para homens, "kegita owaa" para mulheres e "uguwo owaa" para famílias

## Economia

### Mineração

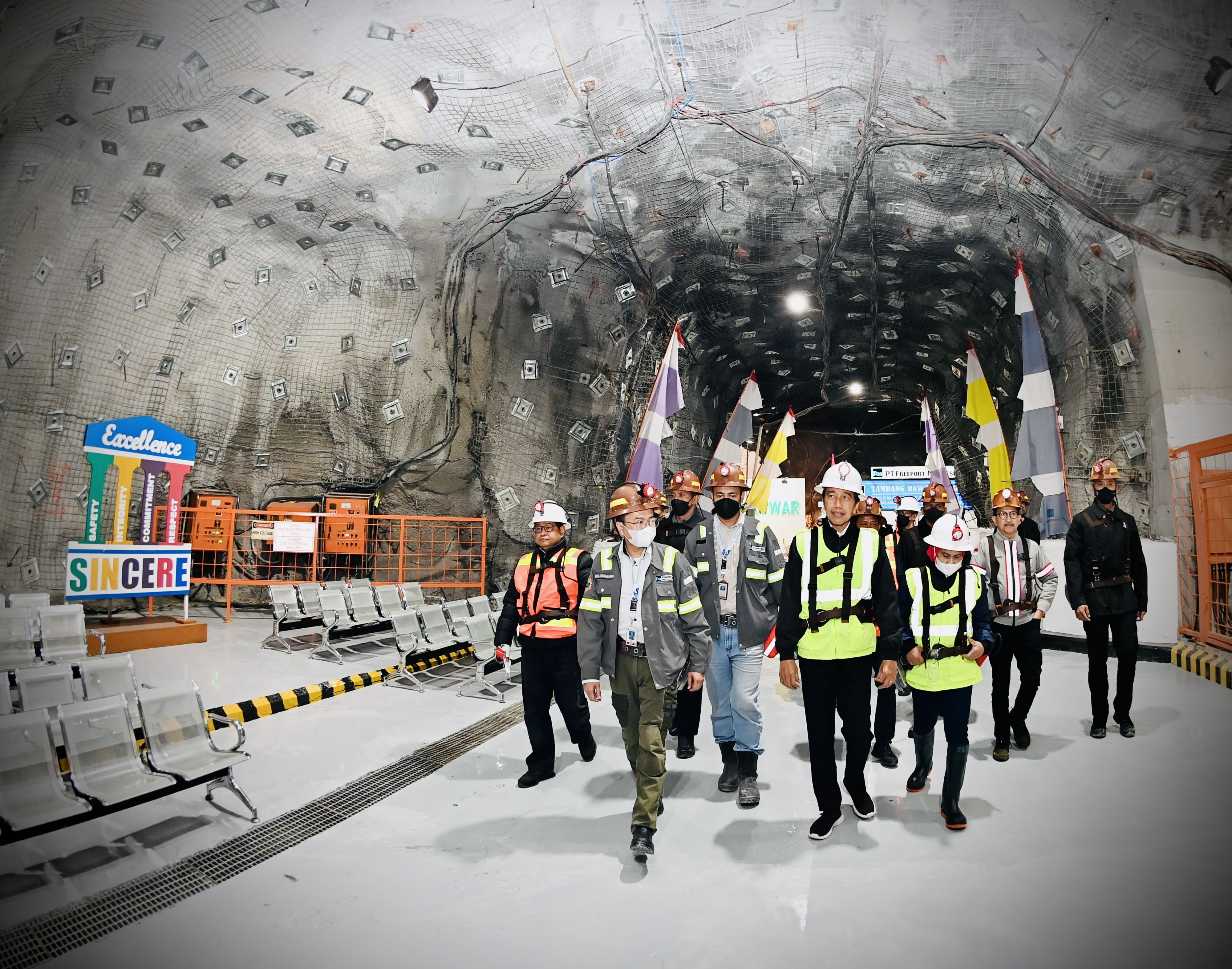
Visão interna da mina de Grasberg sendo visitada pelo Presidente Joko Widodo

A Papua Central é rica em recursos minerais, com locais notáveis como Ertsberg, a mina de Grasberg e o Bloco Wabu. A mina de Grasberg é uma das maiores minas de ouro do mundo, situada no terreno montanhoso da regência de Mimika. Operada pela PT Freeport Indonesia, uma subsidiária da Freeport-McMoRan dos Estados Unidos, a mina de Grasberg produz não apenas ouro, mas também cobre e prata. Para apoiar esta operação de mineração, a PTFI estabeleceu assentamentos como Kuala Kencana, Tembagapura e o porto de Amamapare. Segundo o Statistics Indonesia, as maiores exportações da ilha de Nova Guiné em 2021 foram facilitadas por este porto. O Bloco de Wabu, localizado na regência de Intan Jaya, também possui depósitos significativos de ouro. Originalmente sob controle da Freeport, esta área foi entregue ao estado, levando várias empresas a planejar explorações no local.

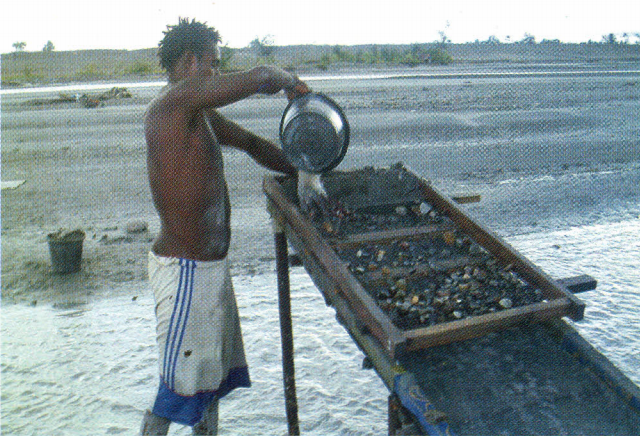
Garimpo ilegal de ouro em Papua Central

Há mineração ilegal realizada por moradores locais, notadamente ao longo dos rios Otomona e Ajkwa, em Mimika, onde a PT Freeport Indonesia despeja seus resíduos de mineração. Usando ferramentas básicas como peneiras e bateias, os garimpeiros enfrentam fortes chuvas e inundações em busca de ouro. Atividades semelhantes ocorrem em locais como Topo, na regência de Nabire, e Baya Biru, na regência de Paniai. Os mineradores estabelecem vilarejos improvisados para moradia temporária e garimpo ao longo das margens dos rios. Transportar necessidades para Baya Biru é caro, frequentemente dependendo de helicópteros ou pequenos aviões. Além disso, as atividades de mineração aqui são arriscadas devido à presença da Movimento Papua Livre.

### Agricultura e pesca
As regências de Nabire e Mimika possuem extensas áreas de plantação de óleo de palma. Em Nabire, a PT Nabire Baru e a PT Sariwana Adi Perkasa administram plantações de óleo de palma dentro do território tradicional da tribo Kampung Simia dos Yeresiam Gua, localizada no distrito de Yaur, em Nabire. Mimika também possui plantações de óleo de palma, inicialmente geridas pela PT Pusaka Agro Lestari (PAL) até sua falência. Posteriormente, o governo de Mimika leiloou as terras da PT PAL, que foram adquiridas pela PT Karya Bella Vita em 2022.
A regência de Mimika possui um potencial significativo em pescas, o que levou o governo central a estabelecer um Centro Integrado de Pesca e Maritimidade (Sentra Kelautan dan Perikaran Terpadu ou SKPT) em 2017 para fortalecer a economia local. O SKPT Mimika tem se mostrado bastante bem-sucedido, produzindo dezenas de milhares de toneladas de peixe anualmente, incluindo cavalinha, sardinha, bagre, corvina, peixe-papagaio preto e bagre. Uma parte considerável do peixe congelado é transportada para grandes cidades como Surabaia, Jacarta, Jaiapura e Merauke, enquanto outra parte é exportada para países como Malásia e Singapura. O SKPT Mimika possui instalações abrangentes, como um armazém congelado e fábrica de gelo, atraindo numerosos barcos de pesca para atracar. Posicionado em uma área de fronteira, o SKPT visa estimular o desenvolvimento econômico na região.

## Turismo

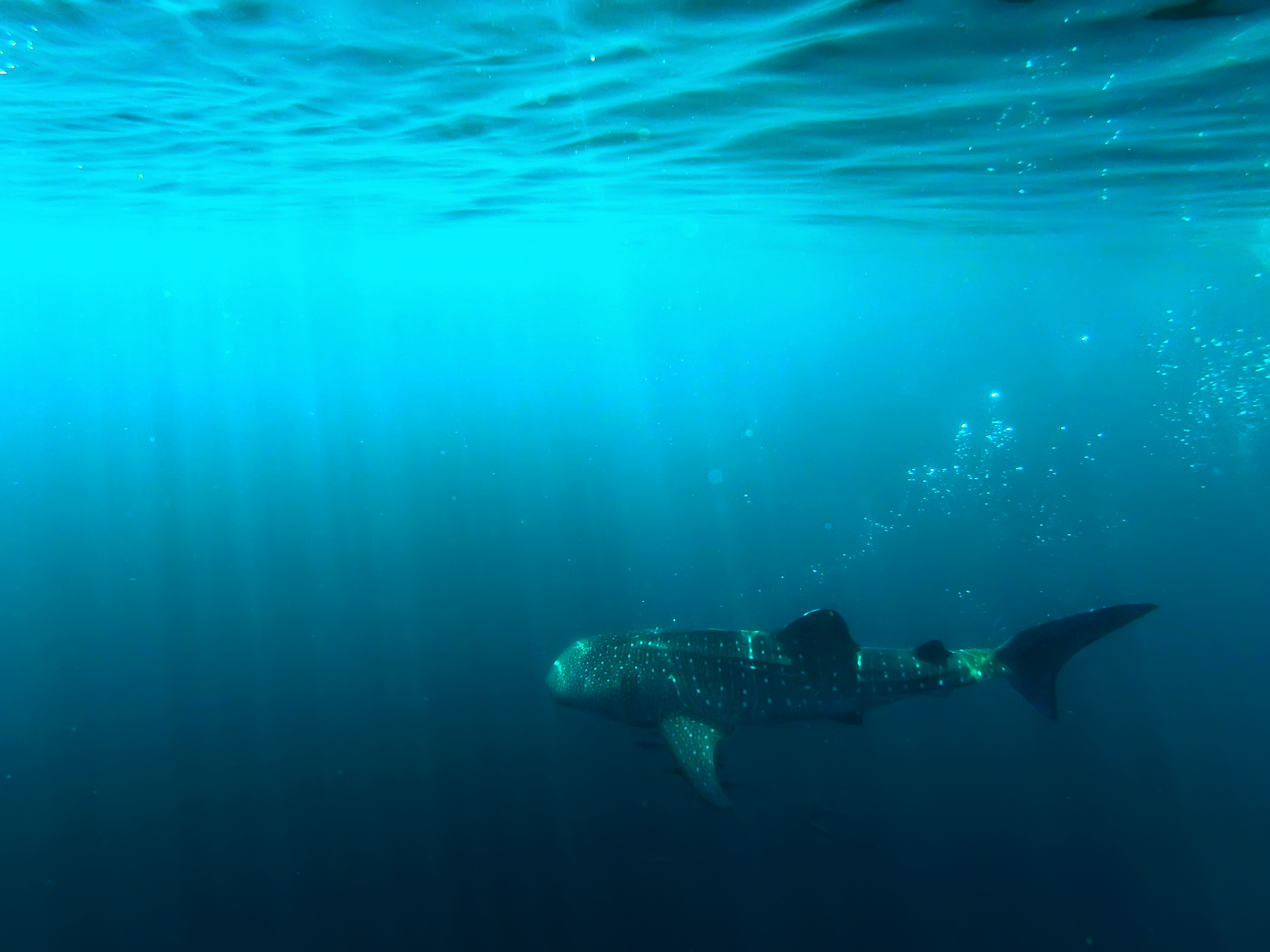
Tubarão-baleia no Parque Nacional de Teluk Cenderawasih

Há vários destinos turísticos na Papua Central, como o Parque Nacional de Teluk Cenderawasih, o Parque Nacional de Lorentz, as montanhas Jaiavijaia, os lagos Paniai e várias aldeias tradicionais.
O Parque Nacional de Teluk Cenderawasih é um Parque Nacional marinho situado na fronteira da Papua Ocidental e da Papua Central, especificamente em Nabire. É um destino turístico com abundantes tesouros naturais, caracterizado por mares azuis adornados com ilhas de areia branca e recifes de coral repletos de vida marinha diversificada. Além de sua beleza cênica, os visitantes podem também experimentar mergulhos ao lado de tubarões-baleia (Rhincodon typus), espécie encontrada em Kwatisore.
A Cordilheira Central forma uma cadeia montanhosa no centro de Papua, abrigando o pico mais alto da Indonésia e da Oceania. Este cume, conhecido como Puncak Jaya, Pirâmide de Cartensz ou Nemangkawi, atinge a altura de 4.884 metros. Como a montanha mais alta da Oceania, Puncak Jaya ocupa um lugar cobiçado entre os Sete Cumes, uma lista dos picos mais altos de cada continente reconhecida pelo alpinista Reinhold Messner. Conquistar esses sete cumes é uma ambição de diversos montanhistas de todo o mundo. O cume de Puncak Jaya é adornado com uma calota de gelo, embora essa característica esteja ameaçada pelos impactos das mudanças climáticas.

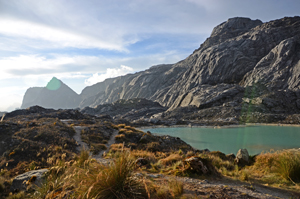
Parque Nacional de Lorentz

O Parque Nacional de Lorentz é uma vasta área protegida localizada na confluência de três províncias: Alta Papua, Papua Central e Papua do Sul. Abrangendo uma área expansiva de 2,5 milhões de hectares, é o maior parque nacional do Sudeste Asiático e detém o título de Patrimônio Mundial da UNESCO. Conhecido por seus ecossistemas diversos, o Parque Nacional de Lorentz se estende desde montanhas cobertas de neve até florestas tropicais e extensas áreas pantanosas, fornecendo habitat para inúmeras espécies endêmicas. Estabelecido em 1997, o parque é atualmente administrado pelo Ministério do Meio Ambiente e Florestas. Entre seus habitantes estão várias tribos indígenas, incluindo a tribo Amungme nas áreas montanhosas e a tribo Kamoro nas baixadas.